# Eric Gerets
Eric Maria Gerets (* 18. květen 1954, Rekem) je bývalý belgický fotbalista. Hrával na pozici obránce.
S belgickou fotbalovou reprezentací vybojoval stříbrnou medaili na mistrovství Evropy roku 1980. Hrál i na světovém šampionátu roku 1982, 1986 (4. místo) a 1990.. Celkem za národní tým odehrál 86 utkání (2 góly), to je třetí nejvyšší počet startů v historii belgické reprezentace.
S PSV Eindhoven vyhrál v sezóně 1987/88 Pohár mistrů evropských zemí. S PSV je šestinásobným mistrem Nizozemska (1985–86, 1986–87, 1987–88, 1988–89, 1990–91, 1991–92), se Standardem Lutych dvojnásobným mistrem Belgie (1981–82, 1982–83).
Roku 1982 byl v Belgii vyhlášen fotbalistou roku. Časopis Voetbal International ho zařadil mezi 50 nejlepších fotbalistů 20. století.
Po skončení hráčské kariéry se stal trenérem. Získal mistrovské tituly s Lierse SK, Bruggami, PSV Eindhoven, Galatasaray Istanbul a saúdskoarabským klubem Al-Hilal FC. V letech 1997 a 1998 byl v Belgii vyhlášen trenérem roku.